# AAI水下左輪手槍
AAI水下左輪（AAI underwater revolver）是一種兩棲槍械，供海軍使用。 武器由 Irwin R. Barr 和 John L. Critcher 設計，有六發。

## 另見
- 飛鏢彈
- 水下槍械
- SPP-1水下手槍
- ASM-DT兩棲突擊步槍
- ADS兩棲突擊步槍
- HK P11手槍
- 06式水下步枪